# USA:s Grand Prix 1980
USA:s Grand Prix 1980 eller USA:s Grand Prix East 1980 var det sista av 14 lopp ingående i formel 1-VM 1980.  

## Resultat
1. Alan Jones, Williams-Ford, 9 poäng
2. Carlos Reutemann, Williams-Ford, 6
3. Didier Pironi, Ligier-Ford, 4
4. Elio de Angelis, Lotus-Ford, 3
5. Jacques Laffite, Ligier-Ford, 2
6. Mario Andretti, Lotus-Ford, 1
7. René Arnoux, Renault
8. Marc Surer, ATS-Ford
9. Rupert Keegan, RAM (Williams-Ford)
10. Keke Rosberg, Fittipaldi-Ford
11. Jody Scheckter, Ferrari

### Förare som bröt loppet
- John Watson, McLaren-Ford (varv 50, för få varv)
- Gilles Villeneuve, Ferrari (49, olycka)
- Jean-Pierre Jarier, Tyrrell-Ford (40, för få varv)
- Jochen Mass, Arrows-Ford (36, transmission)
- Bruno Giacomelli, Alfa Romeo (31, elsystem)
- Nelson Piquet, Brabham-Ford (25, snurrade av)
- Hector Rebaque, Brabham-Ford (20, motor)
- Eddie Cheever, Osella-Ford (20, upphängning)
- Riccardo Patrese, Arrows-Ford (16, snurrade av)
- Jan Lammers, Ensign-Ford (16, styrning)
- Emerson Fittipaldi, Fittipaldi-Ford (15, upphängning)
- Derek Daly, Tyrrell-Ford (3, snurrade av)
- Andrea de Cesaris, Alfa Romeo (2, olycka)

### Förare som ej startade
- Alain Prost, McLaren-Ford

### Förare som ej kvalificerade sig
- Mike Thackwell, Tyrrell-Ford
- Geoff Lees, RAM (Williams-Ford)